# 亚拉东遗址（乙）
亚拉东遗址（乙），位于中国青海省尖扎县昂拉乡亚拉东村，为青海省市县级文物保护单位，公布日期为1998年8月24日，类型为古遗址。
亚拉东遗址（乙）的历史年代为新石器时代。